# Sint-Lambertuskerk (Bingelrade)
De Sint-Lambertuskerk is een kerkgebouw in Bingelrade in de Nederlands Zuid-Limburgse gemeente Beekdaelen. De kerk ligt op een kerkheuvel aan de Dorpsstraat, de hoofdweg door het dorp. De begraafplaats van Bingelrade ligt op ongeveer een kilometer ten noordwesten van de kerk in het uiteinde van het dorp en geeft de plaats van de voorganger van de huidige kerk aan.
De kerk is gewijd aan Sint-Lambertus.

## Geschiedenis
In 1263 wordt Bingelrade voor het eerst vermeld in een oorkonde, waarbij er toen reeds sprake was van een kerspel.
In 1400 wordt er van de kerk in het dorp voor het eerst melding gemaakt.
In 1781 verwoest een brand het kerkgebouw.
In 1794 bouwt men een nieuw kerkgebouw.
In 1934-1935 werd er in het gehucht Quabeek een nieuw kerkgebouw opgetrokken naar het ontwerp van architect J.E. Schoenmaekers uit Sittard. Deze plaats lag veel centraler in de parochie. De bestaande kerken van Bingelrade en Raath werden vervolgens gesloopt.

## Verering
In de kerk bevindt zich een botreliek van Apollonia en een houten Apolloniabeeld. In 1879 meldt een krant de Apolloniadevotie en het Apolloniafeest te Bingelrade gevierd op 9 februari. Ze werd vereerd om hulp bij tandpijn te vragen.

## Opbouw
Het kerkgebouw is opgetrokken in geel baksteen en bestaat uit een westtoren met zadeldak, een schip met smalle zijbeuken en een koor. De kerk heeft elementen van neogotiek en zakelijk-expressionisme. In de kerk staat het Apolloniabeeld dat nog uit de oude kerk stamt samen met een reliek van de H. Apollonia.

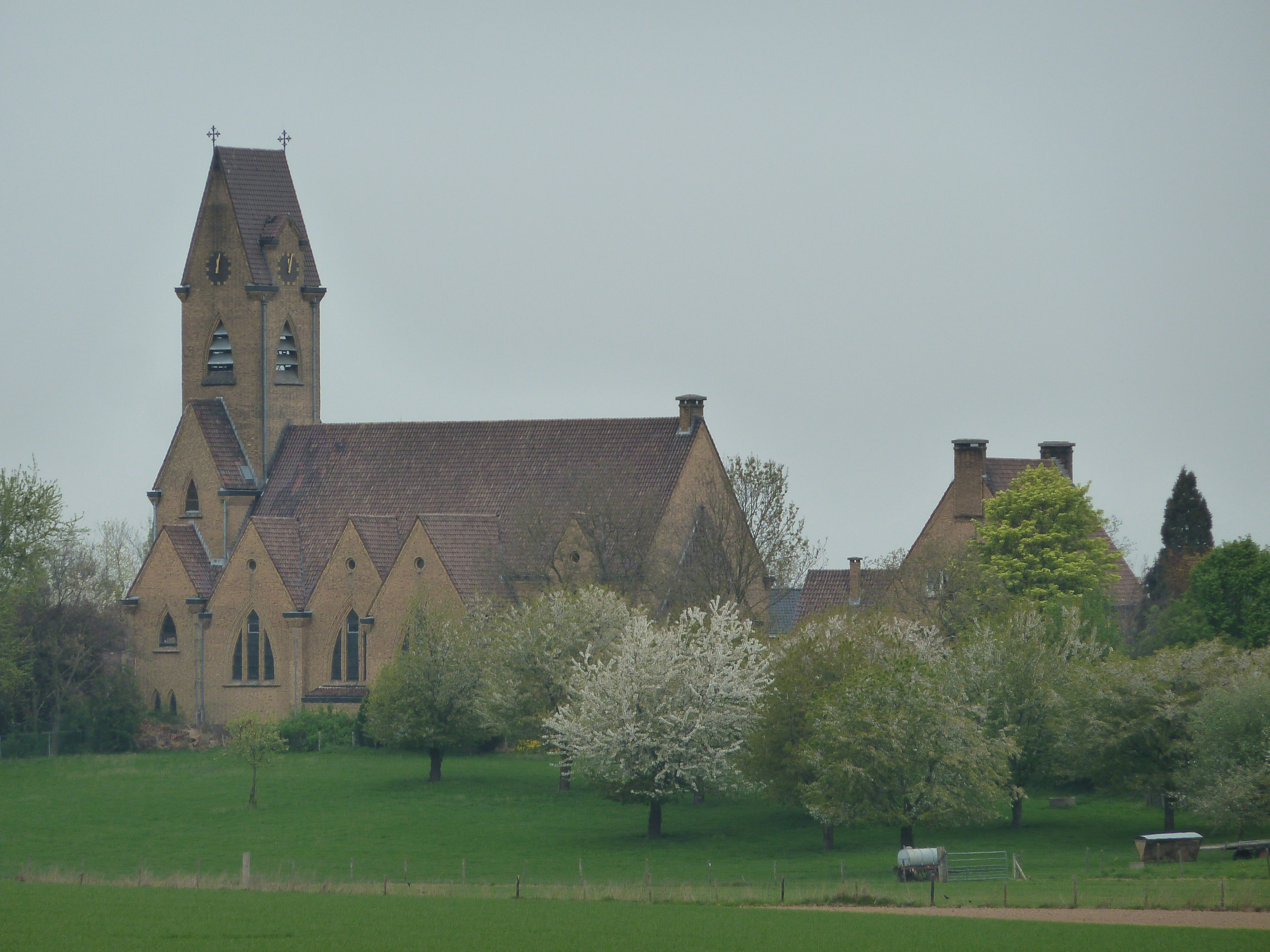
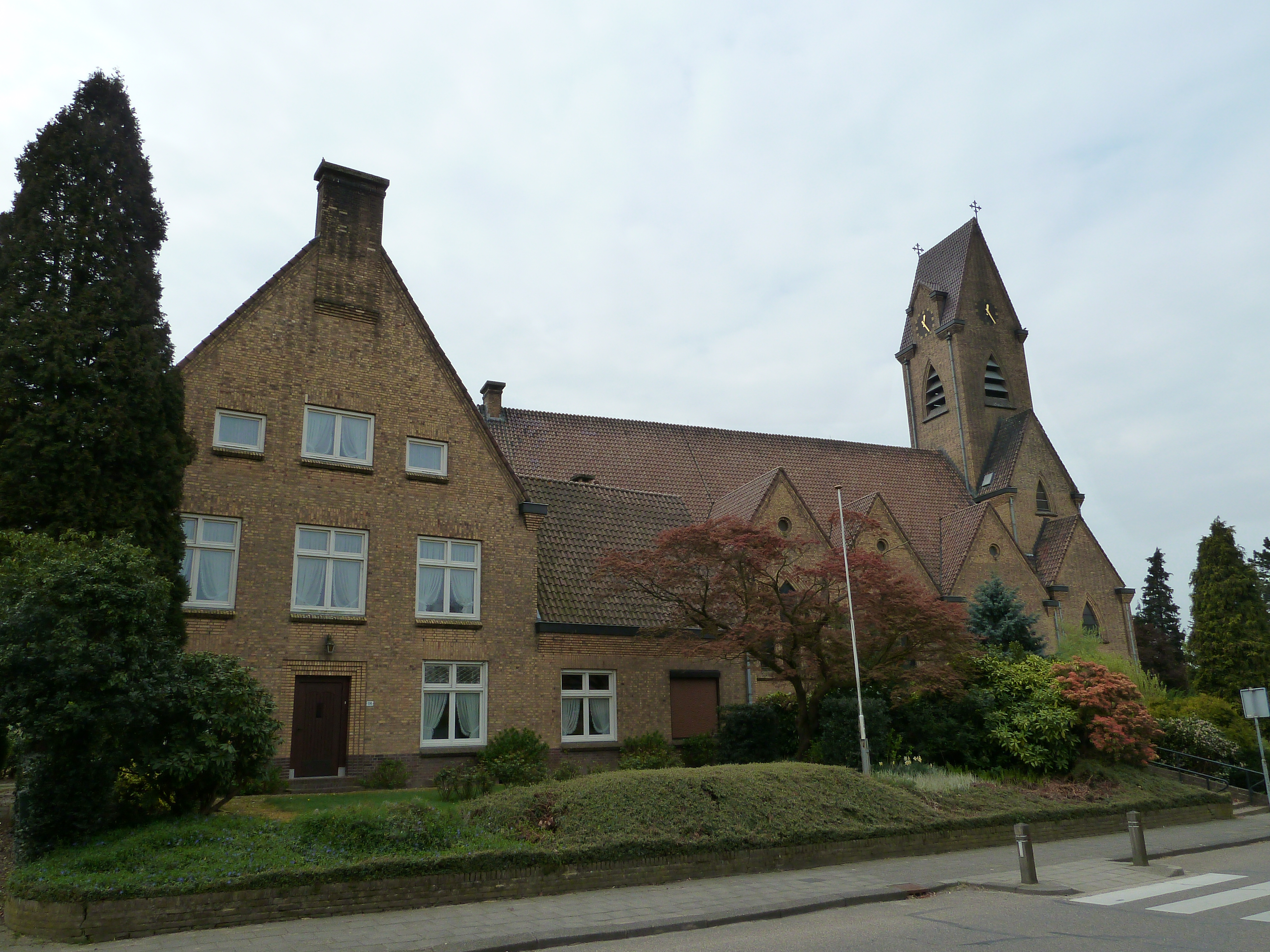
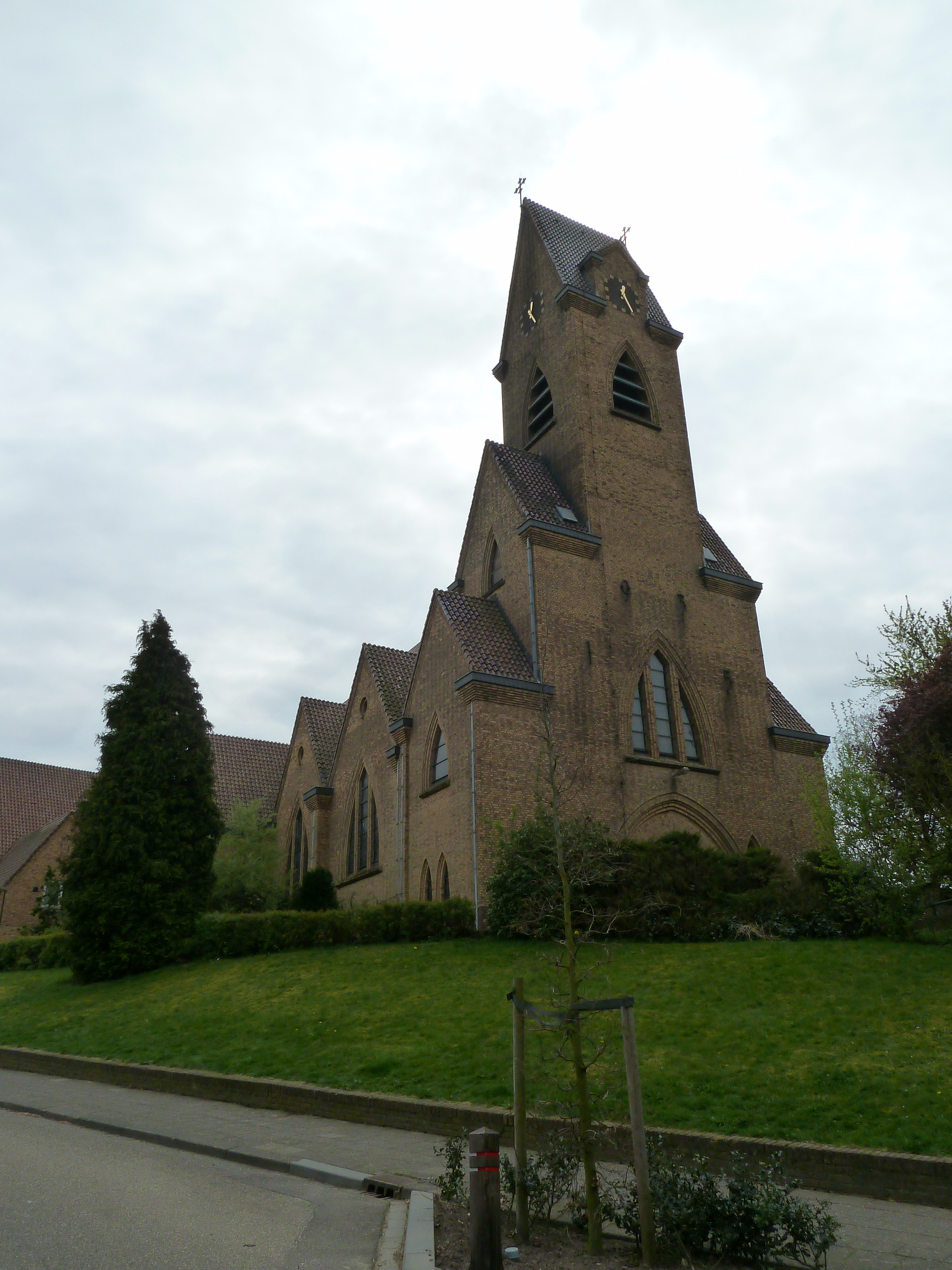
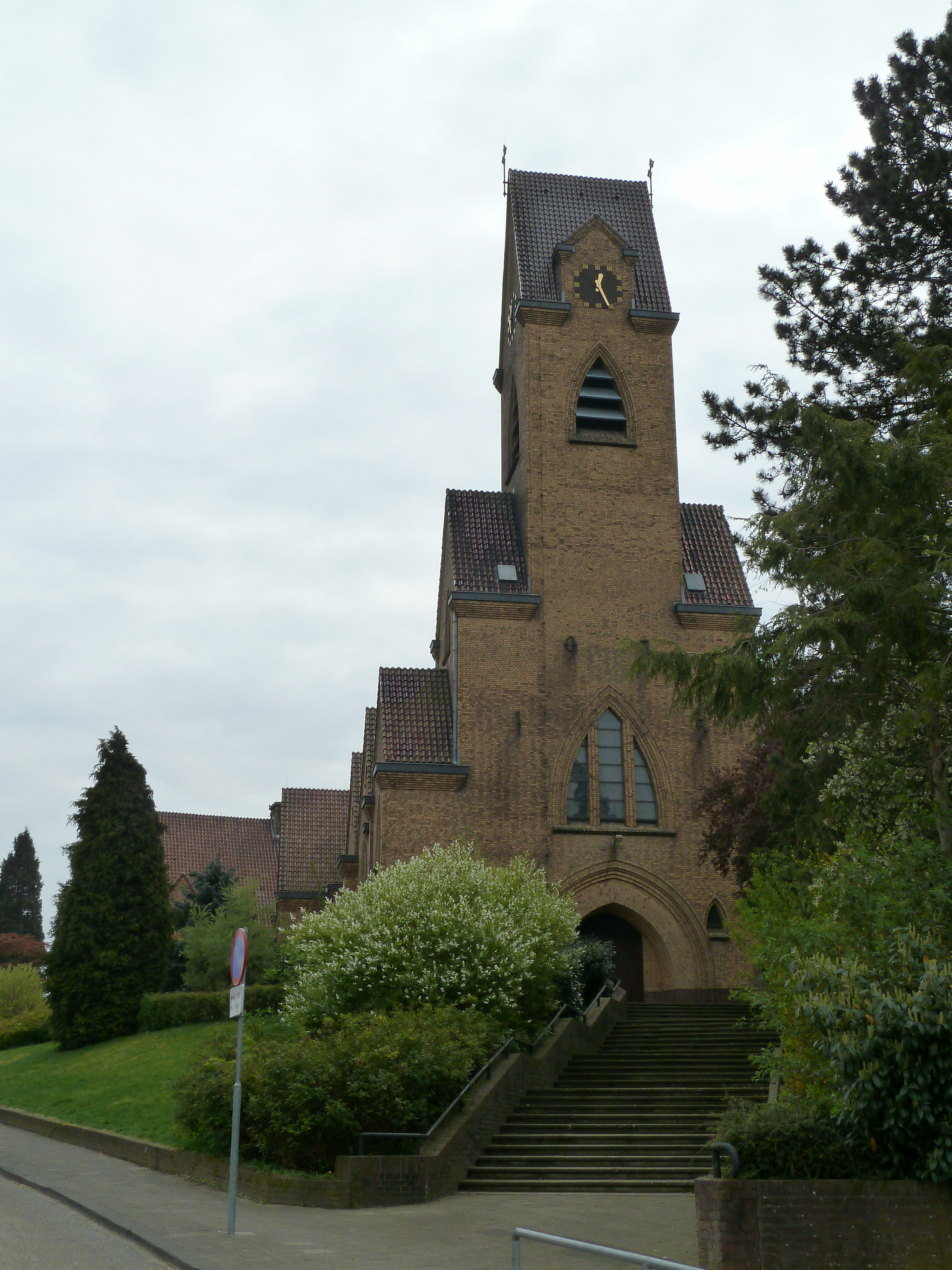